# Nuklid
Nuklid – termin dwuznaczny:
- typ jądra atomowego o określonej liczbie protonów i neutronów oraz stanie energii jądrowej[1];
- typ atomu zdefiniowany przez powyższy typ jądra[2].

Wśród nuklidów wyróżnia się kilka grup:
- Nuklidy o tej samej liczbie protonów, a różniące się liczbą neutronów (ta sama liczba atomowa i różne liczby masowe) to izotopy. Również atomy z takimi nuklidami (jako jądra) nazywa się izotopami danego pierwiastka.
- Nuklidy o tej samej liczbie neutronów to izotony.
- Nuklidy o równej liczbie masowej (tej samej liczbie nukleonów w jądrze), lecz różniące się ładunkiem (liczbą atomową), to izobary.
- Nuklidy o identycznych liczbach masowych i ładunkach, ale różniące się stanem kwantowym nazywane są izomerami jądrowymi.

W naturze występuje 257 stabilnych i około 2000 niestabilnych (radioaktywnych) nuklidów zwanych radionuklidami. Oprócz tego ponad kilka tysięcy wytworzono sztucznie.
Znane nuklidy przedstawione są w tabeli nuklidów.